# عيلة طابقين (مسلسل)
عيلة طابقين (مسلسل) - مسلسل أردني كوميدي، تم عرضه عام 2023م

## قصة المسلسل وأحداثه.
تدور أحداث المسلسل حول أخوين يرثان منزلاً كبيراً بعد وفاة والدهما، ثم ينتقلان للعيش فيه برفقة أسرتيهما، اللتين جمعتهما الورثة بعد طول فراق، عائلة غفيرة وعائلة متوسطة الحال بعد أن كانت ثرية عائلة أبو مصلح وزوجنه وابنه، وعائلة أخيه المتوفي التي تتكون من زوجته بيلسان وابنتها جوليا، والجميع يجد نفسه تحت سقف واحد لبيت عربي قديم عليهم أن يحولوه إلي فندق ناجح؛ شرطًا لكي يتسلما الميراث، وأثناء عمل أفراد الأسرتين للوصول إلي الهدف يكتشفون أن الكنز الحقيقي لا يتمثل في الإرث ولكن الكنز والثروة تكمن في تجمعهما الأسري الذي حرموا منه لسنين طويلة بسبب خلافات بسيطة لا تستحق. وكل ذلك يدور في اطار اجتماعي كوميدي.
المسلسل يتضمن أبعادًا واقعية ورسالة إنسانية ويعالج الواقع من زاوية خاصة، من خلال بيئة الفندق الذي تدور فيه الأحداث، معتمداً على التنويع في شخصيات جديدة وممتعة في كل حلقة من حلقاته، وحكايات مميزة ومثيرة تحملها كل شخصية تزور هذا الفندق، ليكون المكان بطلاً، بوصفه صورةً مصغرة عن العالم، يضم تجارب كثيرة ومتنوعة، تغني العقل والعين، وتقدم أفقاً مشوقاً ومضحكاً في الآن ذاته.

## طاقم العمل
| م  | الاسم               | طبيعة العمل |
| -- | ------------------- | ----------- |
| 1  | نادرة عمران         | ممثلة       |
| 2  | عيسى سويدان         | ممثل        |
| 3  | تهاني سليم          | ممثلة       |
| 4  | فضل العوضي          | ممثل        |
| 5  | وسام طبيله          | ممثل        |
| 6  | رامي دلشاد          | ممثل        |
| 7  | عمر زوربا           | ممثل        |
| 8  | شريف الزعبي         | ممثل        |
| 9  | خالد الطريفي        | ممثل        |
| 10 | عمر حلمي            | ممثل        |
| 11 | حبيب طبيشات         | ممثل        |
| 12 | معاوية الطرمان      | ممثل        |
| 13 | سائد الهواري        | مخرج        |
| 14 | براء شلش            | مؤلف        |
| 15 | طلال عدنان العواملة | منتج        |